# Ibaeta
Ibaeta es uno de los 17 barrios o distritos en que se divide a efectos administrativos la ciudad de San Sebastián desde 2003. Los barrios limítrofes son El Antiguo (noreste), Ayete (este), Añorga (sur y suroeste) e Igueldo (oeste). 

## Divisiones del distrito
Según el Plan General de Ordenación Urbanística este barrio se puede dividir en las siguientes zonas urbanas:
- Arriola
- Tolare
- Campus Universitario Sur
- Igara Este
- Autopista Bilbao-Behobia (A-8, Enlace de Ibaeta)
- Lorea
- Etxemaite
- Zapatari Norte
- Goienetxe
- Berio
- Loistarain
- Illarra
- Igara
- Illarra Berri
- Ibai
- Autopista Bilbao-Behobia (A-8, Tramo Infierno)
- Fundación Matía
- Zapatari Sur
- Iza
- Sesiotegi
- Errotaburu
- El Infierno

El barrio incluye zonas rurales situadas al norte, este y sobre todo, sudeste.

### Loistarain

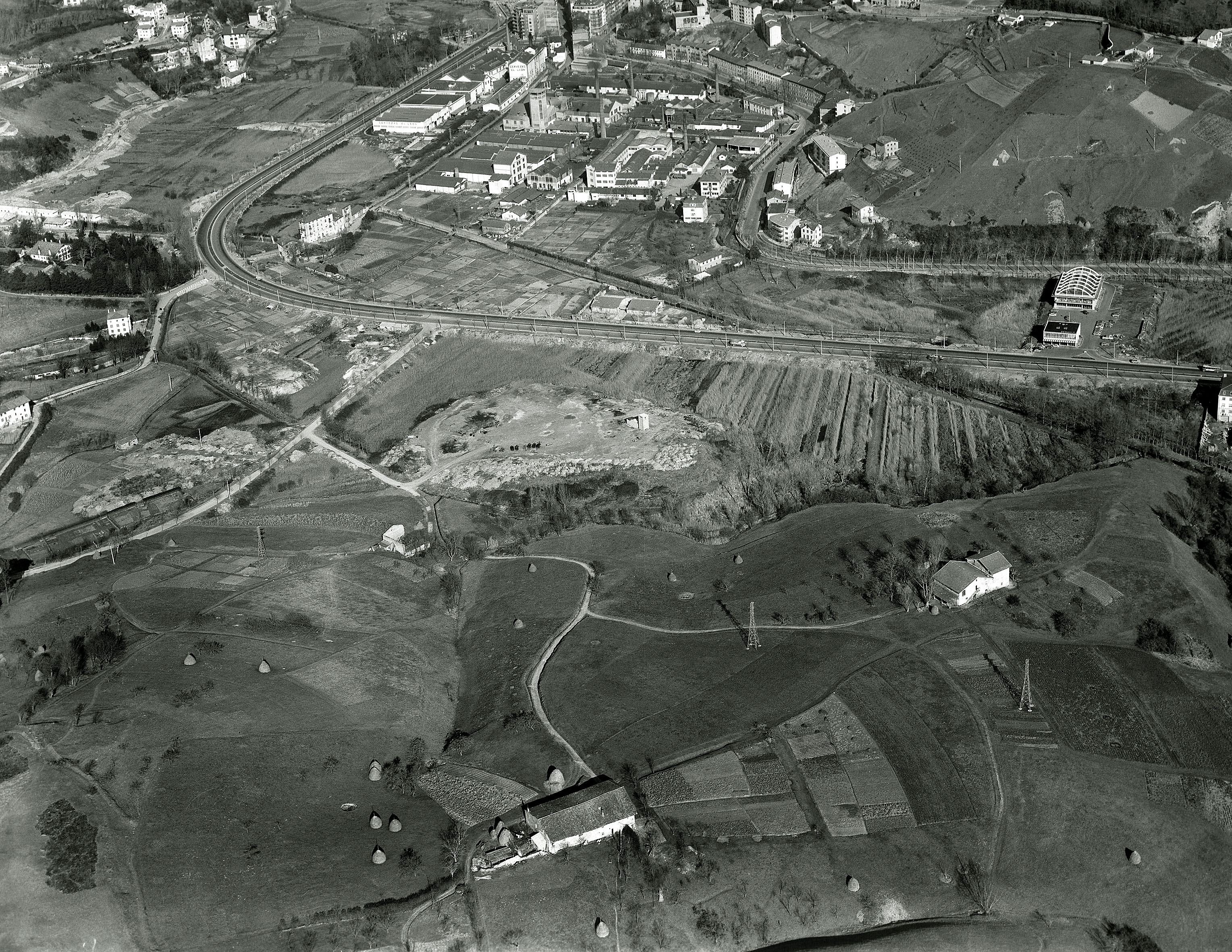
Terrenos pertenecidos a Loistarain

Loistarain es un topónimo muy antiguo de la ciudad de San Sebastián. Figura por primera vez como Loiçtarain en un documento de donación del reino de Pamplona, fechado en 1178, por el cual el rey Sancho el Sabio, fundador de la ciudad de San Sebastián, confirma una donación de su padre García Ramírez del término de Loiçtarain, entre Orio e Igueldo a la iglesia de Pamplona. Ya en el siglo XVII aparece el topónimo como Loiztarain y en el siglo XIX se menciona el caserío o casa de labranza llamado "Loistarain" en el barrio de Ibaeta. El caserío llamado Loistarain desapareció a principios de la década de 1970 al construirse en su solar el traslado a Ibaeta de la ikastola Santo Tomas Lizeoa el año 1973. La zona urbana conocida como Loistarain Berri se correspondía a una finca ubicada algo más abajo de la ubicación del antiguo caserío Loistarain, donde hubo otro caserío llamado de esta manera. 
En la actualidad sobre el antiguo caserío la ikastola Santo Tomas Lizeoa ocupa unos 35000m2 de servicios educativos no universitarios en este espacio y la zona urbana está ocupada también por instalaciones del campus guipuzcoano de la UPV, así como por el Campus Tecnológico de la Universidad de Navarra, conocido como Tecnun, que imparte estudios de ingeniería superior. Aquí se ubica desde 1989 la sede principal de dicho campus; el edificio docente y de administración, el edificio de laboratorios (CIT) y un edificio multiusos, que fue construido en 1996. La universidad comparte instalaciones con el CEIT (Centro de Estudios e Investigaciones Técnica de Guipúzcoa), un centro de investigación jurídicamente independiente, pero vinculado a la universidad, que ocupa uno de los edificios del complejo y que comparte ciertas instalaciones y recursos con la universidad. Tecnun es una universidad privada vinculada al Opus Dei.

### El Infierno
Está situado en el extremo sur de Ibaeta, cerca del sistema de enlaces viarios de la autopista AP-8 y A-1, que dan salida a la ciudad. En su parte más cercana a Errotaburu se encuentran varios concesionarios y talleres de coches, así como una estación de servicio, conocida popularmente como "la gasolinera del Infierno". Más alejado y aislado del resto de Ibaeta, se encuentra lo que propiamente es "El Infierno", formado por una hilera de una decena de casas antiguas y talleres industriales, al borde de la variante de salida de la ciuded. Se trata de una zona muy degradada, con muchos edificios descuidados o abandonados. La zona cuenta con un significativo número de viviendas okupadas. Existen planes del ayuntamiento para una total regeneración de esta barriada.
Los edificios eran de uso tanto industrial como viviendas. El primero era el de "Plásticas Oramil" donde, entre otras cosas, se fabricaban granadas de mano para el ejército español. Este edificio podría estar afectado por algún tipo de protección arquitectónica por su singularidad, lo que habría impedido su derribo. Parece que desde su sótano se accedía a una galería de tiro que cruzaba la N-I por debajo. El siguiente, actualmente una empresa de materiales eléctricos, perteneció en su día a la entonces Caja de Ahorros Provincial de Guipúzcoa y servía tanto de garaje y taller para los vehículos de la entidad como de vivienda para los chóferes y algún otro empleado técnico. Había una vivienda en la primera planta y cuatro en la segunda. Durante la guerra civil y quizá también en la postguerra, el patio sobre el garaje sirvió de prisión cuyas celdas eran visibles hasta la reforma hecha por la empresa eléctrica. Una vez en desuso como cárcel, las celdas y dependencias anejas sirvieron como almacén de documentación de la CAPG. El tercer edificio tenía un uso similar pero para los vehículos y chóferes de la Diputación. Luego había otro que albergaba a los "camineros", personal de Diputación encargado del mantenimiento de las carreteras guipuzcoanas, junto con algunos vehícuos y maquinaria de trabajo. Tras este edificio emerge la regata que viene alcantarillada desde Añorga y que, con otros afluentes recogidos de la zona de Ibaeta, corre más o menos en paralelo a la Avenida de Tolosa y es canalizado bajo el campus universitario hasta el desvío subterráneo que desemboca en la zona de Tximistarri. Originariamente seguía hacia el mar junto al caserío Ezeiza y hasta el actual Peine del Viento, donde todavía se puede ver el túnel por donde antaño salía el agua y hoy penetran las olas generando un chorro de aire vertical que sorprende a los paseantes. Al otro lado de la regata se encuentra la casa "Zubiberri" y ya en la cuesta que se dirige hacia "Belen-berri" están el edificio que albergó el garaje y oficinas de Transportes Perurena S.A. (PESA), otro que fue un taller de automoción y venta de recambios y, finalmente, el edificio de Talleres Izaguirre.
El curioso nombre de este barrio no tiene un origen claro. La versión más extendida lo atribuye a la existencia junto a esta barriada de una peligrosa curva en la carretera, que solo desapareció con la construcción de la variante de la autopista en la década de 1970. Esa curva en la que se producían muchos accidentes dio origen al nombre popular de "El Infierno". Otras versiones lo atribuyen a la existencia de un burdel en el lugar o a su ubicación remota, muy alejada de la ciudad. Más aún, en algunos textos se recoge que en ese lugar existía una casa de postas con fonda y bar. Dado que un poco más al Sur estaba el caserío "Belén" que también tenía un bar, por contraste –y quizá por un ambiente peculiar– le llamaron "Inpernua". Una última versión indica que el sobrenombre lo generó la enorme fogata en la que se quemaron durante varios días los árboles derribados durante la construcción de la carretera que accedía a la ciudad por esa zona en la década de 1840.

## Callejero del barrio
- Europa, Plaza de / Europa Plaza (1992)
- Golosoalde, Calle de / Golosoalde Kalea (2001)
- Mugitegi, Calle de / Mugitegi Kalea
- Tolosa, Avenida de / Tolosa Hiribidea (1956)
- Urnieta, Calle de / Urnieta Kalea (1994)
- Zarauz, Calle de / Zarautz Kalea (Avenida de Zarauz, 1962)